# Josef Elvby
Josef Kristoffer Elvby, född Karlsson 13 juli 1982 i Värnamo, är en svensk före detta fotbollsspelare (mittfältare) som har spelat för IFK Värnamo, Qviding FIF, BK Häcken och Östers IF till och med säsongen 2016. Inför säsongen 2017 flyttade Elvby med familj till Spanien och han skrev på för Torre Levante i spanska fjärdeligan.
Elvby hette fram till juni 2011 Karlsson i efternamn, men i samband med att han gifte sig så bytte han efternamn.

## Klubbkarriär
Han har fostrats i IFK Värnamo och blev inför säsongen 2006 värvad av Qviding FIF i Superettan. 
Elvby gjorde säsongen 2008 åtta mål och fem assist i Superettan från sin mittfältsposition och blev efter säsongen värvad av BK Häcken i Allsvenskan.
Under sin första säsong i BK Häcken gjorde Elvby mål i båda derbymatcherna mot IFK Göteborg och blev efter det kallad för ”Jesus” av fansen. Det var inte det enda smeknamnet Elvby fick i klubben. Under försäsongen 2011 sprang Elvby ut konditionstestet ”jojo-testet” och blev därefter även kallad ”jojo-Josef”.
Den 7 januari 2013 värvades Elvby av Östers IF i Allsvenskan.
Inför säsongen 2014 blev Elvby utsedd till vice lagkapten i Östers IF, bakom lagets ordinarie lagkapten Denis Velic. 